# Condado de Del Norte
O Condado de Del Norte (em inglês:  Del Norte County) é um dos 58 condados do estado americano da Califórnia. Foi fundado em 1857. A sede e única cidade do condado é Crescent City.

## Geografia
De acordo com o United States Census Bureau, o condado possui uma área de 3 185 km², dos quais 2 606 km² estão cobertos por terra e 578 km² por água.

## Demografia
Segundo o censo nacional de 2010, o condado possui uma população de 28 610 habitantes e uma densidade populacional de 11 hab/km². Possui 11 186 residências, que resulta em uma densidade de 4,3 residências/km².